# The Gentlemen's Alliance Cross
The Gentlemen's Alliance Cross (紳士同盟†, Shinshi Dōmei Kurosu) est un shōjo manga en 11 volumes écrit et illustré par Arina Tanemura prépublié au Japon dans le magazine Ribon et publié aux éditions Shueisha de septembre 2004 à juin 2008. La version française est éditée en intégralité par Kana.

## Résumé
Otomiya Haine est une adolescente de 15 ans qui étudie dans un lycée fréquenté par les enfants de bonne famille. Dans ce lycée, chaque élève est réparti dans une des trois catégories : bronze, argent et or. Ces catégories correspondent plus ou moins au statut social de la famille, même s’il est possible de passer dans la catégorie supérieure en gagnant des points. Dans la catégorie Or, il n'y a qu'un seul élève : Shizumasa Tôgu.
Haine fait donc partie des bronzes. Elle effectue divers travaux dans le lycée pour gagner de l’argent. Ancienne délinquante, elle s’est assagie par amour pour Shizumasa Tôgû, même si son caractère de délinquante rejaillit dès qu’elle est face à des situations dangereuses.
Son amour pour Shizumasa n’est pas partagé et Haine va donc essayer de faire le maximum pour se rapprocher de lui.
Un jour, Maora, qui fait partie du conseil des élèves, demande à Haine de retrouver Shizumasa qui a été enlevé. Haine va donc le retrouver dans le jardin suspendu de l'Académie. Shizumasa lui dit de s'en aller car elle le gène et qu'il n'a jamais été enlevé. Tout à coup, les autres élèves arrivent et accusent Haine de l'enlèvement. Shizumasa en profite pour dire qu'elle lui a sauvé la vie. Maora arrive et dit à tout le monde qu'elle avait promis à Haine qu'elle pourrait entrer au conseil des élèves si elle retrouvait Shizumasa. Haine entre donc dans le conseil. Ushio, la meilleure amie de Haine est jalouse que cette dernière aille voir d'autre personne qu'elle. Pour Ushio, Haine est la seule qui compte. Elle demande donc à entrer aussi au conseil. 
Un jour Hainé découvre que Shizumasa est homosexuel et qu'il aime Maguri, son bras droit. Mais ensuite, il explique à Haine que c'est juste pour repousser les autres filles. Haine lui propose donc de devenir sa fausse petite-amie, ce qu'il accepte. Haine est alors devenue Platine, un rang supérieur à l'argent mais inférieur à l'Or. 
Mais Shizumasa ne l'aime pas, il la déteste. Il va donc demander à Ushio de faire souffrir Haine. 
Cela blesse profondément Haine, mais son amour pour Shizumasa est si grand qu'elle va le surmonter. Au fur et à mesure, Shizumasa commence à apprécier Haine. Il lui demande d'aller en ville avec lui pour un rendez-vous. 
Haine découvre alors que Shizumasa n'est pas Shizumasa mais son frère jumeau Takanari, et que Shizumasa (le véritable) étant gravement malade ne pouvait pas aller à l'Académie lui-même.
Haine l'accepte mais se rend compte qu'elle est amoureuse des deux garçons.
Elle retrouve sa petite sœur et son petit frère. Elle est terriblement heureuse mais sa sœur lui fait croire qu'elle est la fiancée de Shizumasa et que Haine ne pourra jamais se marier avec. Haine est désemparée mais ne laisse rien voir. Shizumasa lui apprend qu'il ne va jamais se marier avec sa sœur...Par la suite elle se fera enlever par son vrai père puis retrouvera sa mère.

## Personnages principaux
Otomiya/ Kamiya Haine
Cette lycéenne de 15 ans est belle, vive, enjouée mais aussi maladroite. Adoptée à l’âge de 10 ans par la famille Otomiya, elle aime beaucoup sa famille adoptive et déteste son vrai père qui l’a vendue pour 50 millions de yens. Elle fut quelque temps une délinquante, mais elle est maintenant revenue dans le droit chemin. Elle réussit à entrer dans le conseil des élèves en tant que garde du corps.
Petit à petit elle arrive à toucher le cœur de Shizumasa mais ne sait pas qu'il lui cache un terrible secret qui n'est autre que le shizumasa Tôgû qu'elle voit au lycée n'est qu'en fait une doublure, son frère jumeau qui se nomme Takanari Tôgû. Elle commence soudainement à avoir de fort sentiment pour Takanari et le lui avoue dans le tome relié no 7.Elle finit par choisir de se marier avec les deux, mais Shizumasa part pour terminer ses études, alors Haine épouse Takanari, mais Haine, Takanari et Shizumasa finissent par habiter ensemble dans la même maison.
Shizumasa Tôgû
C’est le prince charmant idéal : beau, riche, intelligent. Issu d’une famille très puissante, Shizumasa est le seul élève appartenant à la catégorie or. Il est également président du conseil des élèves. Cependant, il se montre froid avec la plupart de son entourage sauf Haine. On apprend par la suite qu'il est en réalité malade et envoie son frère jumeau, Takanari, à sa place au lycée. Il est amoureux d'Haine depuis qu'elle lui a avoué l'aimer car il était l'auteur du livre qui était en fait écrit par son frère Takanari. C'est Shizumasa qui a fait sortir Haine de sa délinquance.
Takanari Tôgû
Takanari Tôgû, frère jumeau de Shizumasa, prend sa place au sein de l'académie en tant qu'empereur, car son frère a une grave maladie et ne peut y aller.
Il aime sincèrement Haine mais essaiera néanmoins de la "détruire" au début de leur rencontre. En effet il déteste son frère jumeau Shizumasa, et souhaite  détruire tout ce qui lui est précieux. Il se mariera à 20 ans avec Haine. C'est Takanari qui a écrit le livre que Haine aime tant.
Amamiya Ushio
La meilleure amie de Haine, elle est très populaire auprès des autres élèves du lycée. D'une grande beauté, mature, mystérieuse et froide, elle aime Haine. Du moins c'est ce qu'elle prétend. Elle n’hésite pas à entrer dans le conseil des élèves pour suivre Haine. Elle l'a connue un soir où celle-ci avait besoin d'un refuge et est arrivée chez Ushio. Ushio répète à plusieurs reprises qu'elle n'a besoin de personne d'autre à part Haine. Elle pensait être amoureuse de Haine au début de l'histoire, mais elle tombera peu à peu amoureuse du professeur Senri.
Tsujimiya Maguri
Issu d’une famille de Yakuza, Maguri est vice-président du conseil des élèves, il est amoureux de Shizumasa, et fait donc tout pour que Haine ne se rapproche pas trop de lui. Au début de l’histoire, Maguri et Shizumasa passent même pour un couple.Il aime Maora mais ne lui dévoile son amour que quelques jours après la pièce de théâtre du conseil des élèves où Maora lui dit le détester lorsqu'il est peureux. Il finit par bien s'entendre avec Haine au fur et à mesure que l'histoire avance.
Ichinomiya Maora
Elle fait aussi partie du conseil des élèves, responsable de la comptabilité. Elle est de nature joyeuse et elle est plutôt excentrique. C’est elle qui aide Haine à entrer dans le conseil des élèves. Maora n'est en fait qu'un surnom et on découvre plus tard que son prénom est Yoshitaka et qu'elle est en fait un séduisant garçon, qui est d'ailleurs amoureux de Maguri. Il va avouer à Maguri qu'il le déteste lorsque Maguri est peureux, et quelques jours après, ils finissent par sortir ensemble.
Komaki Kamiya
Petite sœur de Haine, elle essaiera au début de se faire haïr par celle-ci, pour qu'elle ne veuille plus retourner dans la demeure des Kamiya et qu'elle l'oublie. Komaki est amoureuse de Kusame, le demi-frère par adoption de Haine.